# Gilde Schweizer Bergmaler

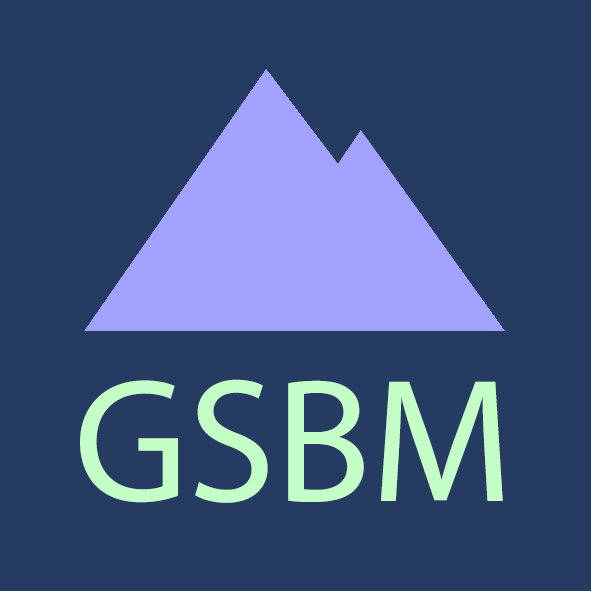
Logo GSBM

Die Gilde Schweizer Bergmaler (GSBM) ist eine Schweizer Künstlervereinigung, die sich mit dem Thema Berg auseinandersetzt. Die Aufnahme der Mitglieder erfolgt durch eine Jury.

## Zielsetzungen und Tätigkeit
Die Künstlergemeinschaft will einen Beitrag zur Schweizer Kultur leisten. Sie fördert aktiv ihre Mitglieder, organisiert Ausstellungen oder Kunstevents und führt Malkurse durch. Dabei wird ein Schwerpunkt auf die Zusammenarbeit mit Schweizer Institutionen wie Museen, Stiftungen oder Patenschaften gelegt. Zu den jährlichen Ausstellungen erscheinen Kataloge oder es werden Bücher publiziert.
Die Geschäftsstelle befindet sich in Grindelwald, es sind Mitglieder aus der gesamten Schweiz vertreten. Die Aufnahme der Mitglieder erfolgt durch eine Jury nach bestimmten Kriterien. Die Werke der Maler werden in nationalen Ausstellungen einer breiten Öffentlichkeit präsentiert. Diese Ausstellungen finden an ausgesuchten Orten in der ganzen Schweiz statt.

## Geschichte
Als Initiatoren oder Gründer der GSBM gelten der Architekt Gustav Ritschard sowie die beiden Maler Walter Poffet und Peter Stähli. Die Zielsetzung war, Kunstausstellungen zum Thema Berg zu organisieren und Maler dazu einzuladen. Es sollte auch der Tourismus und die Kultur in Grindelwald gefördert werden. Das Buch Faszination Bergmalerei mit Rolf Schürch, René Plumettaz und Gustav Ritschard als Autoren diente dazu, das Interesse für die Malerei und vor allem auch für Malkurse zu wecken. Die ersten Malkurse wurden 1986 im «Hotel Residence» unter der Leitung von Gustav Ritschard und dem Maler Albert Häsler veranstaltet. Rosa Krebs Thulin, die damalige Präsidentin der GSMBA, Sektion Bern (heute Visarte), trat ebenfalls zur Gründung in die Gilde ein. Am 22. Juli 1988 fand im «Hotel Sunstar» in Grindelwald die Gründungsversammlung mit 40 Mitgliedern statt.
Die GSBM konnte direkt nach der Gründung weitere Künstler gewinnen, die auch international in Erscheinung traten, im Jahr 1990 kamen Franz Bucher oder Hansueli Urwyler hinzu. Bekannte Schweizer Holzschneider wie Martin Thönen wurden ebenfalls aufgenommen. Die erste landesweit beachtete Ausstellung fand im Jahr 1995 im Alpinen Museum in Bern statt. Es folgten weitere Jahresausstellungen in der Schweiz. Die Ausstellung 2012 in der Kunsthalle Ziegelhütte in Appenzell hatte den Themenschwerpunkt «Alpstein». Sie fand in Zusammenarbeit mit der Stiftung Liner Appenzell statt. Die Ausstellung 2015 «Bergwasser» bei Bromer Kunst in Roggwil BE wurde in Zusammenarbeit mit der Schweizer Patenschaft für Berggemeinden und ihrem Präsidenten alt Bundesrat Hans-Rudolf Merz durchgeführt. Im Vorwort des Ausstellungskatalogs schrieb Merz: Sie (die Künstler) liefern Mythos, Erhabenheit und Idylle der Bergwelt in die Stuben und Museen der ganzen Bevölkerung unseres Landes und sie machen dort die Bergwelt anschaulich.
Bei ihrer Gründung orientierte sich die GSBM mit nur wenigen Mitgliedern vorwiegend noch an der gegenständlichen Malerei und der graphischen Technik. Zahlreiche namhafte Künstler traten der Gruppe bei, einige sind Mitglieder beim Schweizer Berufsverband Visarte oder bei kantonalen Kunstvereinen. Viele sind im SIKART Lexikon zur Kunst in der Schweiz verzeichnet. Mehrere Mitglieder der GSBM sind auch Mitglied der Gruppe XYLON, der internationalen Vereinigung der Holzschneider. Heute repräsentiert die GSBM die gesamte Bandbreite der visuellen Kunst, von der gegenständlichen bis zur abstrakten Malerei.
Im Jahr 2017 erschien zur Ausstellung an der KSU in Unterseen der zweisprachige Bildband Gilde Schweizer Bergmaler, Faszination Berg - la fascination de la montagne. Neben den repräsentativen Werken der Mitglieder findet sich im Buch eine Einführung über ihre Intentionen: Für viele hat der Berg etwas Mystisches oder Spirituelles (...) Das Malen ist ein inneres Sehen, es ist die Vorstellung von einem Bild, das dann mit dem Verarbeiten der Farbe seinen äusseren Ausdruck findet. (Zitat Madlen Fähndrich Campiche und Thomas Seilnacht)

## Nationale Ausstellungen der GSBM (Auswahl)
- 2022: Galerie L'Essor, Le Sentier
- 2021: Werkhalle 30A, Siebnen
- 2019: Schlösschen Vorderbleichenberg, Biberist
- 2018: Kornschütte, Luzern
- 2017: Galerie Kunstsammlung, Unterseen[10][11]
- 2015: Bromer Kunst, Roggwil
- 2013: Kongresssaal Grindelwald[12]
- 2012: Kunsthalle Ziegelhütte, Appenzell[13]
- 2008: Museum der Landschaft, Saanen
- 2007: Alpines Museum, Zermatt
- 2005: Museumbickel, Walenstadt
- 2002: Galerie Kunstsammlung, Unterseen
- 2001: Schwägalp und auf dem Säntis
- 1995: Schweizerisches Alpines Museum, Bern

## GSBM-Mitglieder im Sikart
- Affeltranger, Heiri. In: Sikart (verstorben 2008)
- Baumgartner, Michel. In: Sikart
- Bucher, Franz. In: Sikart
- Gafner, Alice. In: Sikart
- Gallati, Hans-Rudolf. In: Sikart
- Gilomen, Markus. In: Sikart
- Hediger, Kurt. In: Sikart (verstorben 2022)
- Huber, Lorenz. In: Sikart
- Imhof, Arnold. In: Sikart
- Krebs-Thulin, Rosa. In: Sikart
- Passardi, Adriano. In: Sikart
- Rätz-Schältenbrand, Eva Maria. In: Sikart (verstorben 2012)
- Schneider, Margot. In: Sikart
- Seilnacht, Thomas. In: Sikart
- Simon, Walter. In: Sikart (verstorben 2010)
- Stähli, Peter. In: Sikart
- Thalmann, Roland. In: Sikart (verstorben 2013)
- Theus, Anita. In: Sikart
- Thönen, Martin. In: Sikart
- Urwyler, Hansueli. In: Sikart
- Young, Peter. In: Sikart

Quelle: Mitgliederverzeichnis der GSBM